# الحرشاء (الشاهل)

تعديل مصدري - تعديل

الحرشاء هي إحدى قرى عزلة الامرور بمديرية الشاهل التابعة لمحافظة حجة، بلغ تعداد سكانها 99 نسمة حسب تعداد اليمن لعام 2004.